# Tenisová sezóna Rogera Federera 2011
Tenisová sezóna Rogera Federera 2011 znamenala pro švýcarského tenistu rekordní šestou výhru na Turnaji mistrů, kde ve finále zdolal Francouze Jo-Wilfrieda Tsongu poměrem 6–3, 6–7 a 6–3. Oplatil mu tak čtvrtfinálovou porážku z Wimbledonu. V roce, kdy překročil třicátý rok života, nevyhrál poprvé od sezóny 2002 žádný Grand Slam. Nejlepšího výsledku dosáhl na antukovém French Open, když v semifinále ukončil 43zápasovou šňůru vítězství Novaka Djokoviće, aby v boji o titul nestačil na Rafaela Nadala. V semifinále Australian Open i US Open jeho pouť turnajem ukončil Djoković. S nástupem Srba do čela žebříčku ATP mu od března patřila 3. příčka za Nadalem.
V kategorii Masters získal jediný titul z pařížské haly Bercy na Paris Masters, kde si ve finále poradil s Tsongou. Ze dvou utkání o titul třetí nejvyšší kategorie ATP 500 Series si připsal páté vítězství na Swiss Open v rodné Basileji a z únorového Dubai Tennis Championships odletěl jako poražený finalista. Triumfem pro něj skončila úvodní událost sezóny Qatar ExxonMobil Open v katarském Dauhá, která byla součástí kategorie ATP 250 Series.

## Přehled sezóny

### Zimní sezóna na tvrdém povrchu
Do nové sezóny vstupoval jako světová dvojka. Nejdříve se opět zúčastnil exhibičního turnaje Mubadala World Tennis Championship v Abú Dhabí. V úvodním utkání si poradil se Švédem Robinem Söderlingem, ale ve druhém duelu nestačil na světovou jedničku Rafaela Nadala. Premiérovou oficiální událost ATP World Tour odehrál na Arabském poloostrově, když v prvním lednovém týdnu rozehrál Qatar ExxonMobil Open v katarském Dauhá. Na cestě do finále zdolal v prvních dvou kolech kvalifikanty Schoorela a Chiudinelliho. V duelu proti Schoorelovi opět zahrál vítězný míč mezi nohama. Ve třetí fázi zůstal na jeho raketě Srb Viktor Troicki a v semifinále světová třináctka Jo-Wilfried Tsonga. Do boje o titul vstupoval bez ztraceného setu. Po výhře nad Rusem Nikolajem Davyděnkem 6–3, 6–4, slavil třetí katarský a celkově 67. kariérní titul.
Na melbournském Australian Open zavítal v roli druhého nasazeného. Po úvodním vítězství nad slovenským tenistou Lukášem Lackem, mu postup do třetí fáze zkomplikoval 34. hráč žebříčku Gilles Simon z Francie. Po Švýcarově zisku prvních dvou setů se Simon vrátil do utkání a vyrovnal poměr sad na 2–2. Rozhodující dějství si čtyřnásobný šampión připsal výsledkem 6–3. Ve třetí fázi přehrál Belgičana Xaviera Malisse, čímž překonal Edbergův rekord otevřené éry v počtu vítězných utkání na Australian Open, když jich zaznamenal padesát sedm. Osmifinálová výhra nad Španělem Tommym Robredem znamenala vyrovnání Connorsova rekordu 27 čtvrtfinálových účastí na Grand Slamu bez přerušení. Ve čtvrtfinále na něj nestačil krajan Stanislas Wawrinka. V semifinále se opakovalo utkání ze stejné fáze turnaje roku 2008, kdy jej opět vyřadil Srb Novak Djoković, tentokrát poměrem 7–6, 7–5 a 6–4. Prohra předznamenala Švýcarovu první sezónu bez grandslamové trofeje od roku 2003, kdy triumfoval ve Wimbledonu.

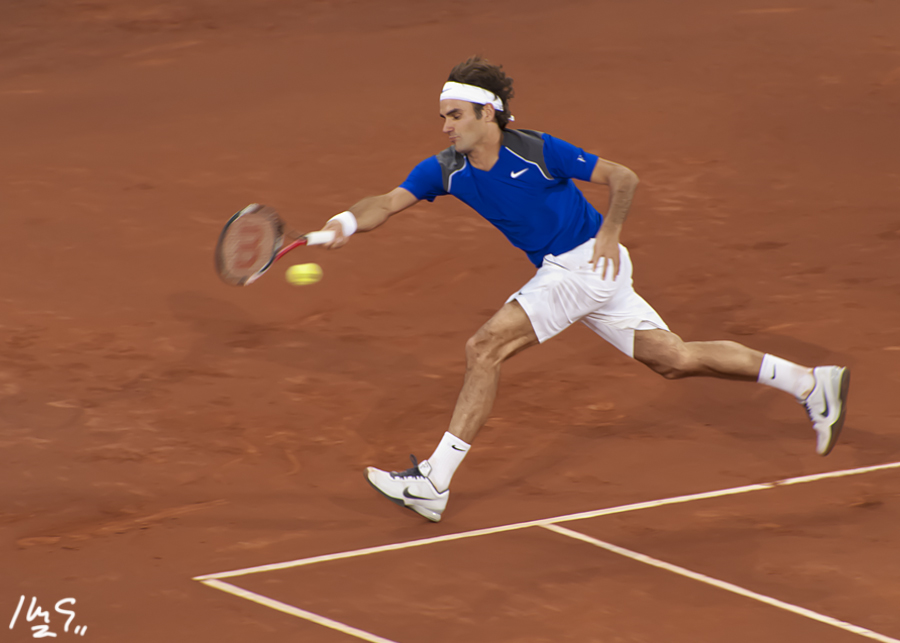
Defenzivní forhend na Mutua Madrileña Open

Ve druhé polovině února se objevil na Dubai Tennis Championships, turnaji z něhož se v předchozích dvou letech odhlásil. V cestě do finále na jeho raketě postupně zůstali Ind Somdev Devvarman, Španěl Marcel Granollers, ve čtvrtfinále Ukrajinec Serhij Stachovskyj a v semifinále francouzský 28. tenista světa Richard Gasquet. Bez ztráty sady však pozici druhého hráče žebříčku nepotvrdil, když jej o titul připravila světová trojka Novak Djoković výsledkem 3–6 a 3–6.
Úvodní ze dvou březnových Mastersů rozehrál na Indian Wells Masters v Kalifornii. Po volném losu si bez zaváhání poradil s Rusem Igorem Andrejevem. Následovaly výhry s argentinským antukářem Juanem Ignaciem Chelou a ve čtvrté fázi s Američanem hrajícím na divokou kartu Ryanem Harrisonem. Mezi poslední osmičkou podruhé v roce zdolal krajana a 14. hráče klasifikace Stanislase Wawrinku, aby jej na třetím turnaji v řadě zastavil znovu v semifinále Novak Djoković. Porážka 6–7, 5–7, 4–6, znamenala pád na 3. místo žebříčku, když jej na druhé pozici vystřídal právě nejlepší srbský tenista. Spolu s Wawrinkou nastoupil také do čtyřhry. V úvodním kole úřadující olympijští vítězové přehráli deblové specialisty a druhé nasazené Daniela Nestora s Maxem Mirným. Ve druhé fázi zdolali až v supertiebreaku francouzskou dvojici Julien Benneteau a Richard Gasquet. Po dalších výhrách nad párem Mark Knowles a Michal Mertiňák a španělskými obhájci titulu Nadalem hrajícím s Marcem Lópezem, postoupili do finále. V něm byla nad jejich síly ukrajinsko-belgická dvojice Alexandr Dolgopolov a Xavier Malisse, když si oba páry připsaly po jednom setu 4–6 a 7–6, a rozhodl až supertiebreak poměrem míčů 7–10.
Tradičně navazující miamský Masters Sony Ericsson Open v Key Biscayne pro Švýcara skončil v semifinále. Po volném losu prošel mezi posledních osm hráčů bez ztráty sady, když porazil 68. muže světové klasifikace Radka Štěpánka, Argentince Juana Mónaca a Belgičana Oliviera Rochuse. Čtvrtfinálový duel musel Gilles Simon skrečovat po odehrání tří gamů. V semifinále jej pak hladce vyřadila světová jednička Rafael Nadal, když jí Federer dokázal sebrat pouze pět her.

### Antuková sezóna

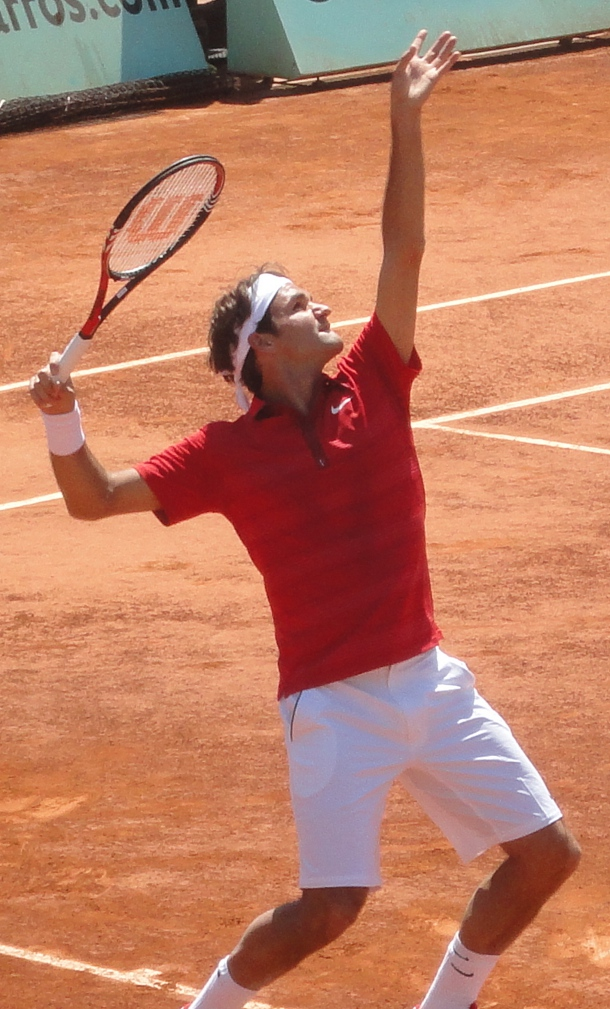
Podání na French Open, kde skončil ve finále

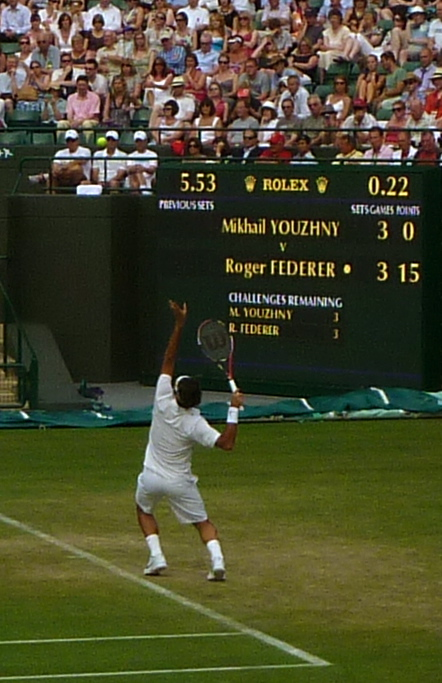
Ve Wimbledonu vypadl podruhé za sebou ve čtvrtfinále

Antukovou část roku rozehrál na turnaji Monte-Carlo Rolex Masters, probíhajícím ve francouzské obci Roquebrune-Cap-Martin. Po volném losu prošel přes Němce Philippa Kohlschreibera a Chorvata Marina Čiliće do čtvrtfinále. Mezi posledními osmi jej čekala světová devítka Jürgen Melzer. Na dobře hrajícího rakouského antukáře nenašel Švýcar recept a podlehl mu ve dvou setech 4–6, 4–6.
Na počátku května se přesunul do Madridu, kde se odehrávala další událost série Masters Mutua Madrileña Open. Po volném losu narazil ve druhé fázi na houževnatého španělského antukáře Feliciana Lópeze a 39. hráče žebříčku zdolal těsně po třísetové bitvě 7–6, 6–7, 7–6, když rozhodly tři tiebreaky. Na cestě do semifinále pak ve dvou sadách porazil Xaviera Malisse a světovou pětku Robina Söderlinga. Mezi čtyřkou zbylých hráčů jej vyřadil „antukový král“ Rafael Nadal poměrem 7–5, 1–6 a 3–6.
V roli nasazené trojky za Nadalem a Djokovićem se představil na římském Mastersu Internazionali BNL d'Italia. Poté, co ve druhém kole vyřadil Francouze Jo-Wilfrieda Tsongu, mu v dalším utkání vystavil stopku Richard Gasquet, když nezvládl zkrácenou hru rozhodujícího třetího setu v poměru míčů 4:7.
Otevírajícím duelem na grandslamu French Open se pro něj stal zápas proti Felicianu Lópezovi, kterého vyřadil stejně jako v Madridu. Před branami semifinále neztratil žádný set, když na jeho raketě postupně skončili Francouz hrající na divokou kartu Maxime Teixeira, 29. tenista klasifikace Janko Tipsarević, světová čtrnáctka Stanislas Wawrinka a devátý nasazený Francouz Gaël Monfils. V semifinále si poradil s výborně hrajícím Srbem a světovou dvojkou Novakem Djokovićem ve čtyřech setech 7–6, 6–3, 3–6, 7–6. Ukončil tak Srbovu sérii 43 výher, když Jihoslovan neprohrál od ledna a jeho sezóna 2011 se zařadila mezi nejlepší v otevřené éře tenisu. Švýcar čelil počtvrté ve finále Roland Garros favorizované světové jedničce Rafaelu Nadalovi. Jako ve třech předchozích případech odešel poražen a nedosáhl na Pohár mušketýrů, tentokrát prohrou 5–7, 6–7, 7–5 a 1–6.

### Sezóna na trávě
Z pravidelné wimbledonské přípravy na německém turnaji Gerry Weber Open se odhlásil, s odůvodněním potřeby odpočinku před jedním z vrcholů sezóny.
Na wimbledonský pažit přijížděl v roli turnajové trojky za Nadalem a Djokovićem, což znamenalo nejnižší nasazení od roku 2002, kdy třetí grandslam okruhu vyhrál. Prvními třemi koly prošel bez ztráty sady, když na jeho raketě postupně zůstali Kazach Michail Kukuškin, Francouz Adrian Mannarino a dvacátý třetí hráč světa David Nalbandian.
V osmifinále jej vyzval ruský tenista Michail Južnyj, proti kterému nikdy v kariéře neprohrál. Po ztrátě úvodní sady v tiebreaku, zpřesnil hru a další tři dějství získal ve svůj prospěch. Postoupil tak do svého 29. grandslamového čtvrtfinále v řadě, čímž vytvořil nový historický rekord. V něm narazil na světovou devatenáctku Jo-Wilfrieda Tsongu. Úvodní set vyhrál za méně než půl hodiny. Francouz začal méně kazit a druhou fázi utkání rozhodla až zkrácená hra, opět ve Švýcarův prospěch. Přesto se Tsonga nevzdával a vzedmul se k výjimečnému výkonu. Uplatňováním svého herního stylu dokázal vývoj otočit a po třech vítězných sadách za 188 minut překvapivě postoupil do semifinále. Přestože Federer zahrál 146 vítězných míčů, dokázal v zápase vyprodukovat pouze jediný breakbol v úvodním setu, který proměnil. Podruhé za sebou ve Wimbledonu vypadl ve čtvrtfinále. Ze 179 odehraných grandslamových duelů poprvé v kariéře ztratil zápas při vedení 2–0 na sety.

### Euroafrická zóna Davisova poháru
V přestávce mezi Wimbledonem a americkou letní částí posílil švýcarský tým v 1. skupině zóny Evropy a Afriky Davisova poháru proti Portugalsku. Utkání se odehrálo na tvrdém povrchu v bernské hale mezi 8. až 10. červencem. Svou první dvouhru proti Rui Machadovi vyhrál, přestože ztratil úvodní set. Po předchozí výhře Stanislase Wawrinky tak zvýšil vedení domácích na 2–0. V sobotu nastoupili švýcarští olympijští vítězové Federer s Wawrinkou do čtyřhry proti páru Frederico Gil a Leonardo Tavares.
Vítězstvím 3:0 na sety posunuli Švýcarsko do zářijové baráže o Světovou skupinu. Po nedělních dvouhrách vyhrál tým helvétského kříže jednoznačným výsledkem 5–0.

### Letní sezóna na amerických betonech
Letní sérii US Open zahájil na kanadském Mastersu Rogers Cupu, jehož mužská část se daný rok odehrávala v Montréalu. Z předchozího ročníku obhajoval finálovou účast, když nestačil na Andyho Murrayho. Ve druhém kole zdolal Kanaďana hrajícího na divokou kartu Vaska Pospisila, aby ve třetí fázi na druhém turnaji za sebou vypadl se světovou šestnáctkou Jo-Wilfriedem Tsongou. Přes prohru měl Švýcar stále mírně aktivní bilanci vzájemných utkání 4–3. Po třetím kole zůstal z tzv. „velké čtyřky tenistů“ (Big Four) v pavouku pouze pozdější vítěz Novak Djoković. Skot Murray i Španěl Nadal vypadli již ve druhém kole s nenasazenými hráči.
V polovině srpna se objevil jako obhájce titulu na Cincinnati Masters, když v předchozím finále zdolal Mardyho Fishe. Po volném losu se po dvousetových výhrách probojoval do čtvrtfinále. Ve druhém kole přešel přes argentinskou světovou devatenáctku a neoblíbeného soupeře Juana Martína del Potra a ve třetí fázi vrátil porážku z Letních olympijských her 2008 Američanovi Jamesi Blakeovi. Ve čtvrtfinále však byl nad jeho síly devátý muž žebříčku Tomáš Berdych, jenž získal ve svůj prospěch dvě ze tří posledních utkání. Po nejistém začátku a nadbytku nevynucených chyb mu Federer podlehl 2–6 a 6–7.

Na newyorský grandslam US Open přijížděl obhajovat semifinálovou účast. Na pětizápasové cestě do semifinále hladce porazil Kolumbijce Santiaga Giralda a izraelského hráče Dudiho Selu. Poté mu první set na turnaji uzmul dvacátý sedmý nasazený Marin Čilić. Přestože Chorvat ve druhé sadě vedl rozdílem dvou her, nedokázal náskok udržet a po ztrátě tří setů postoupil Švýcar do semifinále. V něm deklasoval Argentince Juana Mónaca poměrem 6–1, 6–2, 6–0. Mezi poslední osmičkou oplatil čerstvé dvě prohry Francouzovi Jo-Wilfriedu Tsongovi, a to bez ztráty sady 6–4, 6–3, 6–3. Potřetí v sezóně se v semifinále grandslamu potkal s Novakem Djokovićem. Po melbournské prohře a pařížském vítězství, rozehrál duel dobře, když si připsal první dva sety. Oba hráči předváděli výborný tenis se silným podáním. Federer začal více chybovat a Djoković toho využil k zisku třetí a čtvrté sady. V rozhodujícím dějství Švýcar prolomil soupeřovo podání a šel podávat na ukončení zápasu. Za stavu 5–3 měl dva mečboly a stejně jako v předchozím ročníku, je nedokázal proměnit. Srbský tenista vycítil šanci a šňůrou čtyř her získal rozhodující pátý set poměrem 7–5. Počtvrté v roce tak porazil Švýcara, jenž podruhé za sebou vypadl na Grand Slamu při vedení 2–0 na sety.

### Baráž Davisova poháru
Týden po skončení newyorském grandslamu vedl švýcarské družstvo v baráži Světové skupiny Davisova poháru proti Austrálii. Hrálo se na trávě mezi 16. až 18. zářím v sydneyském Royal Golf Clubu. Poměr vzájemných zápasů vyzníval ve prospěch Australanů 4–0. Federer nastoupil do druhé dvouhry proti bývalé světové jedničce a po výpadku až 199. hráči světa Lleytonu Hewittovi za stavu 0:1 po překvapivé prohře Wawrinky s nadějným teenagerem Bernardem Tomicem. Úvodní sadu basilejský rodák ztratil, když soupeř dokázal využít jediné prolomené podání v závěru setu. Druhý set dospěl do zkrácené hry, v níž rozdílem dvou míčů 7:5 Federer srovnal poměr na 1:1. Jednalo se o zlomový okamžik, od kterého na dvorci dominoval a utkání dovedl do vítězného konce výsledkem 5–7, 7–6, 6–2 a 6–3.
V sobotní čtyřhře vyzvala Federera s Wawrinkou dvojice Hewitt a Chris Guccione. Ačkoli začal švýcarský pár zápas ve velkém stylu a během krátké chvíle vedl 6–2, vývoj se otočil ve prospěch Australanů. Ve druhém dějství jim prolomené podání stačilo k zisku setu 6–4. Zbylé dvě sady si domácí připsali v poměru 6–2, 7–6 a ujali se vedení 2:1 na zápasy. Federerova daviscupová bilance čtyřher po sobotní prohře činila 11–6. Nedělní dvouhry otevřel Federer proti Tomicovi a z pozice favorita po čtyřsetové výhře srovnal na 2:2. Poté, co si vytvořil náskok 2:0 na sety, soupeř slavil zisk ve třetí sadě 6–3. Hra Švýcara se následně zpřesnila, což vedlo k ukončení utkání poměrem 6–3. O postupujícím do Světové skupiny rozhodla až pátá bitva mezi Wawrinkou a Hewittem, trvající přes čtyři hodiny. Přestože Švýcar prohrával 2:1 na sety, dokázal nepříznivý průběh otočit a po výsledku 4–6, 6–4, 6–7, 6–4 a 6–3 tenisté helvétského kříže slavili postup.

### Podzimní halová sezóna
Z halového turnaje Shanghai ATP Masters v čínské Šanghaji se omluvil pro zranění. Následkem toho neobhájil 600 bodů z minulého roku a na žebříčku ATP klesl na 4. příčku. Poprvé od Wimbledonu 2003 se tak ocitl mimo nejlepší trojku hráčů.
Premiérovou událostí halové sezóny se až na počátku listopadu stal Swiss Indoors konaný v rodné Basileji. Na turnaji obhajoval titul a do soutěže vstupoval jako třetí nasazený za Djokovićem a Murraym. V úvodním kole si poradil s Italem Potitem Staracem. Poté zdolal Fina Jarkka Nieminena unaveného po utkání s Belluccim. Po hladkém vstupu Švýcara do zápasu, odebral finský hráč favoritovi druhý set v poměru 6–4, když Federer ztratil koncentraci a začal více chybovat. Jednalo se o jeho jedinou prohranou sadu na turnaji. Po dovedení duelu do vítězného konce ve třetím dějství 6–3, jej ve čtvrtfinále vyzval 15. tenista klasifikace Andy Roddick. Snadná dvousetová výhra znamenala výhradně švýcarské semifinále, v němž Federer ukončil účinkování Wawrinky na turnaji a počtvrté v roce jej porazil. Poslední turnajovou překážkou byl 32. tenista světa Kei Nišikori z Japonska, jenž v semifinále přehrál světovou jedničku Djokoviće. Basilejský rodák zvládl své osmé finále na Swiss Indoors, když na něj Japonec uhrál pouze čtyři gamy. Po vítězství 6–1, 6–3 slavil pátý turnajový a druhý sezónní titul.

Druhý listopadový týden se přesunul do pařížské haly Bercy, kde se uskutečnil BNP Paribas Masters. Z turnaje si odvezl poprvé v kariéře titul, když z pěti duelů odehrál tři proti francouzským tenistům. Po volném losu postupně přehrál za méně než hodinu Adriana Mannarina, Richarda Gasqueta, Juana Mónaca a v semifinále za hodinu a dvacet minut světovou sedmičku Tomáše Berdycha. Stal se tak prvním hráčem v otevřené éře tenisu, jemuž se podařilo probojovat do finále všech devíti turnajů série Masters 1000. V boji o titul počtvrté v sezóně porazil světovou osmičku Jo-Wilfrieda Tsongu poměrem 6–1 a 7–6. Získal druhý titul během dvou týdnů a 69. singlovou trofej v kariéře. Jako čtvrtý tenista historie dokázal vyhrát pařížský Masters bez ztráty setu.
Závěrečnou událostí se pro něj již tradičně stal Turnaj mistrů, do něhož nastupovalo osm nejlepších tenistů. Na londýnský turnaj se kvalifikoval jako čtvrtý v pořadí a účastnil se jej podesáté za sebou. Ve skupině B mu společnost dělali Jo-Wilfried Tsonga, debutující Mardy Fish a velký rival Rafael Nadal. V zahajovacím duelu proti Tsongovi měl Švýcar rychlý nástup a získal ho ve svůj prospěch. Soupeř však ovládl druhé dějství, čímž si vynutil rozhodující sadu, kterou Federer proti Francouzovi nikdy předtím nevyhrál. Švýcarovi se podařilo prorazit ve druhé polovině setu podání a dovést utkání k vítězství, celkovým poměrem 6–2, 2–6, 6–4.
Proti druhému tenistovi světové klasifikace Nadalovi předvedl ve 26. vzájemném duelu koncentrovaný výkon, když vyhrál deset z posledních jedenácti gamů. Po hladké výhře 6–3, 6–0 si zajistil postup do semifinále. Celková bilance vzájemných utkání vyznívala stále aktivně pro Nadala v poměru 17–9, přestože podíl utkání v hale byl ve prospěch Federera 4–0. V závěrečném klání základní fáze si Švýcar poradil také s Fishem, když v jejich prvním střetnutí v sezóně vyhrál 6–1, 3–6 a 6–3.
Po dvousetovém vítězství přehrál v semifinále druhého ze skupiny A Davida Ferrera. Ve svém jubilejním 100. finále na okruhu ATP pak podruhé na turnaji porazil Tsongu 6–3, 6–7, 6–3 a připsal si celkově 70. titul kariéry. Utkání mohl ukončit již ve druhém setu, když Francouz odvrátil mečbol vítězným forhendem. Šestým triumfem vytvořil rekord v počtu výher, když se odpoutal od pěti titulů Lendla a Samprase. Současně se také dotáhl na Lendlův rekord v absolutním počtu 39 vítězných utkáních na turnaji a výhrou ve třiceti letech se stal nejstarším šampiónem od vzniku turnaje v roce 1970. Sérii neporazitelnosti prodloužil na 17 zápasů a v následné pondělní klasifikaci žebříčku ATP z 28. listopadu se vrátil na 3. místo. Rok zakončil na této pozici za Novakem Djokovićem a Rafaelem Nadalem. Poražený finalista Tsonga mu vyjádřil poklonu slovy:
| „                                        | Musím ti, Rogere, pogratulovat ke skvělému výkonu, jsi nejlepší z nejlepších… | “ |
| — Jo-Wilfried Tsonga po finálovém zápase |                                                                               |   |

## Přehled utkání

### Dvouhra: 76 (64–12)
| Turnaj | utkání | fáze        | soupeř / žebříček ATP       | stav   | výsledek                       |
| Qatar ExxonMobil Open Dauhá, Katar ATP 250 Series tvrdý, venku od 3. ledna 2011                                      | 918.   | 1. kolo     | Thomas Schoorel / #168      | výhra  | 7–6(7–3), 6–3                  |
| Qatar ExxonMobil Open Dauhá, Katar ATP 250 Series tvrdý, venku od 3. ledna 2011                                      | 919.   | 2. kolo     | Marco Chiudinelli / #117    | výhra  | 7–6(7–5), 7–5                  |
| Qatar ExxonMobil Open Dauhá, Katar ATP 250 Series tvrdý, venku od 3. ledna 2011                                      | 920.   | QF          | Viktor Troicki / #28        | výhra  | 6–2, 6–2                       |
| Qatar ExxonMobil Open Dauhá, Katar ATP 250 Series tvrdý, venku od 3. ledna 2011                                      | 921.   | SF          | Jo-Wilfried Tsonga / #13    | výhra  | 6–3, 7–6(7–2)                  |
| Qatar ExxonMobil Open Dauhá, Katar ATP 250 Series tvrdý, venku od 3. ledna 2011                                      | 922.   | Finále      | Nikolaj Davyděnko / #22     | vítěz  | 6–3, 6–4                       |
| Australian Open Melbourne, Austrálie Grand Slam tvrdý, venku od 16. ledna 2011                                       | 923.   | 1. kolo     | Lukáš Lacko / #97           | výhra  | 6–1, 6–1, 6–3                  |
| Australian Open Melbourne, Austrálie Grand Slam tvrdý, venku od 16. ledna 2011                                       | 924.   | 2. kolo     | Gilles Simon / #34          | výhra  | 6–2, 6–3, 4–6, 4–6, 6–3        |
| Australian Open Melbourne, Austrálie Grand Slam tvrdý, venku od 16. ledna 2011                                       | 925.   | 3. kolo     | Xavier Malisse / #45        | výhra  | 6–3, 6–3, 6–1                  |
| Australian Open Melbourne, Austrálie Grand Slam tvrdý, venku od 16. ledna 2011                                       | 926.   | 4R          | Tommy Robredo / #52         | výhra  | 6–3, 3–6, 6–3, 6–2             |
| Australian Open Melbourne, Austrálie Grand Slam tvrdý, venku od 16. ledna 2011                                       | 927.   | QF          | Stanislas Wawrinka / #19    | výhra  | 6–1, 6–3, 6–3                  |
| Australian Open Melbourne, Austrálie Grand Slam tvrdý, venku od 16. ledna 2011                                       | 928.   | SF          | Novak Djoković / #3         | prohra | 6–7(3–7), 5–7, 4–6             |
| Dubai Tennis Championships Dubaj, Spojené arabské emiráty ATP 500 Series tvrdý, venku od 21. února 2011              | 929.   | 1. kolo     | Somdev Devvarman / #79      | výhra  | 6–3, 6–3                       |
| Dubai Tennis Championships Dubaj, Spojené arabské emiráty ATP 500 Series tvrdý, venku od 21. února 2011              | 930.   | 2. kolo     | Marcel Granollers / #53     | výhra  | 6–3, 6–4                       |
| Dubai Tennis Championships Dubaj, Spojené arabské emiráty ATP 500 Series tvrdý, venku od 21. února 2011              | 931.   | QF          | Serhij Stachovskyj / #43    | výhra  | 6–3, 6–4                       |
| Dubai Tennis Championships Dubaj, Spojené arabské emiráty ATP 500 Series tvrdý, venku od 21. února 2011              | 932.   | SF          | Richard Gasquet / #28       | výhra  | 6–2, 7–5                       |
| Dubai Tennis Championships Dubaj, Spojené arabské emiráty ATP 500 Series tvrdý, venku od 21. února 2011              | 933.   | Finále      | Novak Djoković / #3         | prohra | 3–6, 3–6                       |
| BNP Paribas Open Indian Wells, Kalifornie, USA ATP 1000 Series tvrdý, venku od 8. března 2011                        | –      | 1. kolo     | volný los                   | –      | –                              |
| BNP Paribas Open Indian Wells, Kalifornie, USA ATP 1000 Series tvrdý, venku od 8. března 2011                        | 934.   | 2. kolo     | Igor Andrejev / #96         | výhra  | 7–5, 7–6(7–4)                  |
| BNP Paribas Open Indian Wells, Kalifornie, USA ATP 1000 Series tvrdý, venku od 8. března 2011                        | 935.   | 3. kolo     | Juan Ignacio Chela / #32    | výhra  | 6–0, 6–2                       |
| BNP Paribas Open Indian Wells, Kalifornie, USA ATP 1000 Series tvrdý, venku od 8. března 2011                        | 936.   | 4. kolo     | Ryan Harrison / #152        | výhra  | 7–6(7–4), 6–3                  |
| BNP Paribas Open Indian Wells, Kalifornie, USA ATP 1000 Series tvrdý, venku od 8. března 2011                        | 937.   | QF          | Stanislas Wawrinka / #14    | výhra  | 6–3, 6–4                       |
| BNP Paribas Open Indian Wells, Kalifornie, USA ATP 1000 Series tvrdý, venku od 8. března 2011                        | 938.   | SF          | Novak Djoković / #3         | prohra | 3–6, 6–3, 2–6                  |
| Sony Ericsson Open Miami, Florida, USA ATP 1000 Series tvrdý, venku od 8. března 2011                                | –      | 1. kolo     | volný los                   | –      | –                              |
| Sony Ericsson Open Miami, Florida, USA ATP 1000 Series tvrdý, venku od 8. března 2011                                | 940.   | 2. kolo     | Radek Štěpánek / #68        | výhra  | 6–3, 6–3                       |
| Sony Ericsson Open Miami, Florida, USA ATP 1000 Series tvrdý, venku od 8. března 2011                                | 940.   | 3. kolo     | Juan Mónaco / #35           | výhra  | 7–6(7–4), 6–4                  |
| Sony Ericsson Open Miami, Florida, USA ATP 1000 Series tvrdý, venku od 8. března 2011                                | 941.   | 4. kolo     | Olivier Rochus / #89        | výhra  | 6–3, 6–1                       |
| Sony Ericsson Open Miami, Florida, USA ATP 1000 Series tvrdý, venku od 8. března 2011                                | 942.   | QF          | Gilles Simon / #25          | výhra  | 3–0skreč                       |
| Sony Ericsson Open Miami, Florida, USA ATP 1000 Series tvrdý, venku od 8. března 2011                                | 943.   | SF          | Rafael Nadal / #1           | prohra | 3–6, 2–6                       |
| Monte-Carlo Rolex Masters Monte-Carlo, Monako ATP 1000 Series antuka, venku od 10. dubna 2011                        | –      | 1. kolo     | volný los                   | –      | –                              |
| Monte-Carlo Rolex Masters Monte-Carlo, Monako ATP 1000 Series antuka, venku od 10. dubna 2011                        | 944.   | 2. kolo     | Philipp Kohlschreiber / #32 | výhra  | 6–2, 6–1                       |
| Monte-Carlo Rolex Masters Monte-Carlo, Monako ATP 1000 Series antuka, venku od 10. dubna 2011                        | 945.   | 3. kolo     | Marin Čilić / #22           | výhra  | 6–4, 6–3                       |
| Monte-Carlo Rolex Masters Monte-Carlo, Monako ATP 1000 Series antuka, venku od 10. dubna 2011                        | 946.   | QF          | Jürgen Melzer / #9          | prohra | 4–6, 4–6                       |
| Mutua Madrileña Madrid Open Madrid, Španělsko ATP 1000 Series antuka, venku od 1. května 2011                        | –      | 1. kolo     | volný los                   | –      | –                              |
| Mutua Madrileña Madrid Open Madrid, Španělsko ATP 1000 Series antuka, venku od 1. května 2011                        | 947.   | 2. kolo     | Feliciano López / #39       | výhra  | 7–6(13–11), 6–7(1–7), 7–6(9–7) |
| Mutua Madrileña Madrid Open Madrid, Španělsko ATP 1000 Series antuka, venku od 1. května 2011                        | 948.   | 3. kolo     | Xavier Malisse / #49        | výhra  | 6–4, 6–3                       |
| Mutua Madrileña Madrid Open Madrid, Španělsko ATP 1000 Series antuka, venku od 1. května 2011                        | 949.   | QF          | Robin Söderling / #5        | in     | 7–6(7–2), 6–4                  |
| Mutua Madrileña Madrid Open Madrid, Španělsko ATP 1000 Series antuka, venku od 1. května 2011                        | 950.   | SF          | Rafael Nadal / #1           | prohra | 7–5, 1–6, 3–6                  |
| Internazionali BNL d'Italia Řím, Itálie ATP 1000 Series antuka, venku od 8. května 2011                              | –      | 1. kolo     | volný los                   | –      | –                              |
| Internazionali BNL d'Italia Řím, Itálie ATP 1000 Series antuka, venku od 8. května 2011                              | 951.   | 2. kolo     | Jo-Wilfried Tsonga / #18    | výhra  | 6–4, 6–2                       |
| Internazionali BNL d'Italia Řím, Itálie ATP 1000 Series antuka, venku od 8. května 2011                              | 952.   | 3. kolo     | Richard Gasquet / #16       | prohra | 6–4, 6–7(2–7), 6–7(4–7)        |
| French Open Paříž, Francie Grand Slam antuka, venku od 17. května 2011                                               | 953.   | 1. kolo     | Feliciano López / #41       | výhra  | 6–3, 6–4, 7–6(7–3)             |
| French Open Paříž, Francie Grand Slam antuka, venku od 17. května 2011                                               | 954.   | 2. kolo     | Maxime Teixeira / #181      | výhra  | 6–3, 6–0, 6–2                  |
| French Open Paříž, Francie Grand Slam antuka, venku od 17. května 2011                                               | 955.   | 3. kolo     | Janko Tipsarević / #32      | výhra  | 6–1, 6–4, 6–3                  |
| French Open Paříž, Francie Grand Slam antuka, venku od 17. května 2011                                               | 956.   | 4. kolo     | Stanislas Wawrinka / #14    | výhra  | 6–3, 6–2, 7–5                  |
| French Open Paříž, Francie Grand Slam antuka, venku od 17. května 2011                                               | 957.   | QF          | Gaël Monfils / #9           | výhra  | 6–4, 6–3, 7–6(7–3)             |
| French Open Paříž, Francie Grand Slam antuka, venku od 17. května 2011                                               | 958.   | SF          | Novak Djoković / #2         | výhra  | 7–6(7–5), 6–3, 3–6, 7–6(7–5)   |
| French Open Paříž, Francie Grand Slam antuka, venku od 17. května 2011                                               | 959.   | Finále      | Rafael Nadal / #1           | prohra | 5–7, 6–7(3–7), 7–5, 1–6        |
| Wimbledon Londýn, Spojené království Grand Slam tráva, venku od 20. června 2011                                      | 960.   | 1. kolo     | Michail Kukuškin / #61      | výhra  | 7–6(7–4), 6–4, 6–2             |
| Wimbledon Londýn, Spojené království Grand Slam tráva, venku od 20. června 2011                                      | 961.   | 2. kolo     | Adrian Mannarino / #55      | výhra  | 6–2, 6–3, 6–2                  |
| Wimbledon Londýn, Spojené království Grand Slam tráva, venku od 20. června 2011                                      | 962.   | 3. kolo     | David Nalbandian / #23      | výhra  | 6–4, 6–2, 6–4                  |
| Wimbledon Londýn, Spojené království Grand Slam tráva, venku od 20. června 2011                                      | 963.   | 4. kolo     | Michail Južnyj / #17        | výhra  | 6–7(5–7), 6–3, 6–3, 6–3        |
| Wimbledon Londýn, Spojené království Grand Slam tráva, venku od 20. června 2011                                      | 964.   | QF          | Jo-Wilfried Tsonga / #19    | prohra | 6–3, 7–6(7–3), 4–6, 4–6, 4–6   |
| 1. skupina zóny Evropy a Afriky Švýcarsko vs. Portugalsko Bern, Švýcarsko Davis Cup, tvrdý, hala od 8. července 2011 | 965.   | 1. sk. zóny | Rui Machado / #93           | výhra  | 5–7, 6–3, 6–4, 6–2             |
| Rogers Cup Montréal, Kanada ATP 1000 Series tvrdý, venku od 8. srpna 2011                                            | –      | 1. kolo     | volný los                   | –      | –                              |
| Rogers Cup Montréal, Kanada ATP 1000 Series tvrdý, venku od 8. srpna 2011                                            | 966.   | 2. kolo     | Vasek Pospisil / #155       | výhra  | 7–5, 6–3                       |
| Rogers Cup Montréal, Kanada ATP 1000 Series tvrdý, venku od 8. srpna 2011                                            | 967.   | 3. kolo     | Jo-Wilfried Tsonga / #16    | prohra | 6–7(3–7), 6–4, 1–6             |
| Western & Southern Financial Group Masters Cincinnati, USA ATP 1000 Series tvrdý, venku od 15. srpna 2011            | –      | 1. kolo     | volný los                   | –      | –                              |
| Western & Southern Financial Group Masters Cincinnati, USA ATP 1000 Series tvrdý, venku od 15. srpna 2011            | 968.   | 2. kolo     | Juan Martín del Potro / #19 | výhra  | 6–3, 7–5                       |
| Western & Southern Financial Group Masters Cincinnati, USA ATP 1000 Series tvrdý, venku od 15. srpna 2011            | 969.   | 3. kolo     | James Blake / #84           | výhra  | 6–4, 6–1                       |
| Western & Southern Financial Group Masters Cincinnati, USA ATP 1000 Series tvrdý, venku od 15. srpna 2011            | 970.   | QF          | Tomáš Berdych / #9          | prohra | 2–6, 6–7(3–7)                  |
| US Open New York, USA Grand Slam tvrdý, venku od 29. srpna 2011                                                      | 971.   | 1. kolo     | Santiago Giraldo / #54      | výhra  | 6–4, 6–3, 6–2                  |
| US Open New York, USA Grand Slam tvrdý, venku od 29. srpna 2011                                                      | 972.   | 2. kolo     | Dudi Sela / #93             | výhra  | 6–3, 6–2, 6–2                  |
| US Open New York, USA Grand Slam tvrdý, venku od 29. srpna 2011                                                      | 973.   | 3. kolo     | Marin Čilić / #28           | výhra  | 6–3, 4–6, 6–4, 6–2             |
| US Open New York, USA Grand Slam tvrdý, venku od 29. srpna 2011                                                      | 974.   | 4. kolo     | Juan Mónaco / #36           | výhra  | 6–1, 6–2, 6–0                  |
| US Open New York, USA Grand Slam tvrdý, venku od 29. srpna 2011                                                      | 975.   | QF          | Jo-Wilfried Tsonga / #11    | výhra  | 6–4, 6–3, 6–3                  |
| US Open New York, USA Grand Slam tvrdý, venku od 29. srpna 2011                                                      | 976.   | SF          | Novak Djoković / #1         | prohra | 7–6(9–7), 6–4, 3–6, 2–6, 5–7   |
| baráž Světové skupiny Austrálie vs. Švýcarsko Sydney, Austrálie Davis Cup, tráva, venku od 16. září 2011             | 977.   | baráž       | Lleyton Hewitt / #199       | výhra  | 5–7, 7–6(7–5), 6–2, 6–3        |
| baráž Světové skupiny Austrálie vs. Švýcarsko Sydney, Austrálie Davis Cup, tráva, venku od 16. září 2011             | 978.   | baráž       | Bernard Tomic / #59         | výhra  | 6–2, 7–5, 3–6, 6–3             |
| Swiss Indoors Basel Basilej, Švýcarsko ATP 500 Series tvrdý, hala od 30. října 2011                                  | 979.   | 1. kolo     | Potito Starace / # 54       | výhra  | 7–6(7–3), 6–4                  |
| Swiss Indoors Basel Basilej, Švýcarsko ATP 500 Series tvrdý, hala od 30. října 2011                                  | 980.   | 2. kolo     | Jarkko Nieminen / #66       | výhra  | 6–1, 4–6, 6–3                  |
| Swiss Indoors Basel Basilej, Švýcarsko ATP 500 Series tvrdý, hala od 30. října 2011                                  | 981.   | QF          | Andy Roddick / #15          | výhra  | 6–3, 6–2                       |
| Swiss Indoors Basel Basilej, Švýcarsko ATP 500 Series tvrdý, hala od 30. října 2011                                  | 982.   | SF          | Stanislas Wawrinka / #19    | výhra  | 7–6(7–5), 6–2                  |
| Swiss Indoors Basel Basilej, Švýcarsko ATP 500 Series tvrdý, hala od 30. října 2011                                  | 983.   | Finále      | Kei Nišikori / #32          | vítěz  | 6–1, 6–3                       |
| BNP Paribas Masters Paříž, Francie ATP 1000 Series tvrdý, hala od 7. listopadu 2011                                  | –      | 1. kolo     | volný los                   |        |                                |
| BNP Paribas Masters Paříž, Francie ATP 1000 Series tvrdý, hala od 7. listopadu 2011                                  | 984.   | 2. kolo     | Adrian Mannarino / #85      | výhra  | 6–2, 6–3                       |
| BNP Paribas Masters Paříž, Francie ATP 1000 Series tvrdý, hala od 7. listopadu 2011                                  | 985.   | 3. kolo     | Richard Gasquet / #16       | výhra  | 6–2, 6–4                       |
| BNP Paribas Masters Paříž, Francie ATP 1000 Series tvrdý, hala od 7. listopadu 2011                                  | 986.   | QF          | Juan Mónaco / #34           | výhra  | 6–3, 7–5                       |
| BNP Paribas Masters Paříž, Francie ATP 1000 Series tvrdý, hala od 7. listopadu 2011                                  | 987.   | SF          | Tomáš Berdych / #7          | výhra  | 6–4, 6–3                       |
| BNP Paribas Masters Paříž, Francie ATP 1000 Series tvrdý, hala od 7. listopadu 2011                                  | 988.   | Finále      | Jo-Wilfried Tsonga / #8     | vítěz  | 6–1, 7–6(7–3)                  |
| ATP World Tour Finals Londýn, Spojené království Závěrečný turnaj sezóny tvrdý, hala od 20. listopadu                | 989.   | zs          | Jo-Wilfried Tsonga / #6     | výhra  | 6–2, 2–6, 6–4                  |
| ATP World Tour Finals Londýn, Spojené království Závěrečný turnaj sezóny tvrdý, hala od 20. listopadu                | 990.   | zs          | Rafael Nadal / #2           | výhra  | 6–3, 6–0                       |
| ATP World Tour Finals Londýn, Spojené království Závěrečný turnaj sezóny tvrdý, hala od 20. listopadu                | 991.   | zs          | Mardy Fish / #8             | výhra  | 6–1, 3–6, 6–3                  |
| ATP World Tour Finals Londýn, Spojené království Závěrečný turnaj sezóny tvrdý, hala od 20. listopadu                | 992.   | SF          | David Ferrer / #5           | výhra  | 7–5, 6–3                       |
| ATP World Tour Finals Londýn, Spojené království Závěrečný turnaj sezóny tvrdý, hala od 20. listopadu                | 993.   | Finále      | Jo-Wilfried Tsonga / #6     | vítěz  | 6–3, 6–7(6–8), 6–3             |
| QF – čtvrtfinále, SF – semifinále, zs – základní skupina                                                             |        |             |                             |        |                                |

### Čtyřhra: 7 (5–2)
| Turnaj | utkání | fáze        | spoluhráč          | soupeři / žebříček ATP                           | stav   | výsledek                |
| BNP Paribas Open Indian Wells, Kalifornie, USA ATP 1000 Series tvrdý, venku od 8. března 2011                        | 190.   | 1. kolo     | Stanislas Wawrinka | Daniel Nestor / #3 Max Mirnyj / #6               | výhra  | 6–1, 6–2                |
| BNP Paribas Open Indian Wells, Kalifornie, USA ATP 1000 Series tvrdý, venku od 8. března 2011                        | 191.   | 2. kolo     | Stanislas Wawrinka | Julien Benneteau / #39 Richard Gasquet / #368    | výhra  | 6–3, 4–6, [12–10]       |
| BNP Paribas Open Indian Wells, Kalifornie, USA ATP 1000 Series tvrdý, venku od 8. března 2011                        | 192.   | QF          | Stanislas Wawrinka | Mark Knowles / #27 Michal Mertiňák / #25         | výhra  | 6–1, 7–5                |
| BNP Paribas Open Indian Wells, Kalifornie, USA ATP 1000 Series tvrdý, venku od 8. března 2011                        | 193.   | SF          | Stanislas Wawrinka | Marc López / #14 Rafael Nadal / #58              | výhra  | 7–5, 6–3                |
| BNP Paribas Open Indian Wells, Kalifornie, USA ATP 1000 Series tvrdý, venku od 8. března 2011                        | 194.   | Finále      |                    | Alexandr Dolgopolov / #191 Xavier Malisse / #213 | prohra | 4–6, 7–6(7–5), [7–10]   |
| 1. skupina zóny Evropy a Afriky Švýcarsko vs. Portugalsko Bern, Švýcarsko Davis Cup, tvrdý, hala od 8. července 2011 | 195.   | 1. sk. zóny | Stanislas Wawrinka | Frederico Gil / #207 Leonardo Tavares / #162     | výhra  | 6–3, 6–4, 6–4           |
| baráž Světové skupiny Austrálie vs. Švýcarsko Sydney, Austrálie Davis Cup, tráva, venku od 16. září 2011             | 196.   | baráž       | Stanislas Wawrinka | Lleyton Hewitt / #513 Chris Guccione / #141      | prohra | 6–2, 4–6, 2–6, 6–7(5–7) |
| QF – čtvrtfinále, SF – semifinále                                                                                    |        |             |                    |                                                  |        |                         |

## Přehled finále
| Legenda                           |
| Grand Slam (0–1 D)                |
| Tennis Masters Cup (1–0 D)        |
| ATP Masters Series (1–0 D; 0–1 Č) |
| ATP World Tour 500 (1–1 D)        |
| ATP World Tour 250 (1–0 D)        |
| D – dvouhra; Č – čtyřhra          |

| Finále dle povrchu   |
| -------------------- |
| tvrdý (4–1 D; 0–1 Č) |
| antuka (0–1 D)       |

| Finále dle místa     |
| -------------------- |
| venku (1–2 D; 0–1 Č) |
| hala (3–0 D)         |

### Dvouhra: 6 (4–2)
| stav      | č.  | datum              | turnaj                                 | povrch    | soupeř ve finále   | výsledek                |
| --------- | --- | ------------------ | -------------------------------------- | --------- | ------------------ | ----------------------- |
| Vítěz     | 67. | 8. ledna 2011      | Dauhá, Katar (3)                       | tvrdý     | Nikolaj Davyděnko  | 6–3, 6–4                |
| Finalista | 29. | 26. února 2011     | Dubaj, SAE (2)                         | tvrdý     | Novak Djoković     | 3–6, 3–6                |
| Finalista | 30. | 5. června 2011     | French Open, Paříž, Francie (4)        | antuka    | Rafael Nadal       | 5–7, 6–7(3–7), 7–5, 1–6 |
| Vítěz     | 68. | 6. listopadu 2011  | Basilej, Švýcarsko (5)                 | tvrdý (h) | Kei Nišikori       | 6–1, 6–3                |
| Vítěz     | 69. | 13. listopadu 2011 | Paříž, Francie                         | tvrdý (h) | Jo-Wilfried Tsonga | 6–1, 7–6(7–3)           |
| Vítěz     | 70. | 27. listopadu 2011 | Turnaj mistrů, Londýn, V. Británie (6) | tvrdý (h) | Jo-Wilfried Tsonga | 6–3, 6–7(6–8), 6–3      |

### Čtyřhra: 1 (0–1)
| stav      | č. | datum           | turnaj            | povrch | spoluhráč          | soupeři ve finále                  | výsledek              |
| --------- | -- | --------------- | ----------------- | ------ | ------------------ | ---------------------------------- | --------------------- |
| Finalista | 5. | 19. března 2011 | Indian Wells, USA | tvrdý  | Stanislas Wawrinka | Alexandr Dolgopolov Xavier Malisse | 4–6, 7–6(7–5), [7–10] |

### Finále exhibicí

#### Dvouhra: 0 (0–1)
| stav      | č. | datum         | turnaj                                             | povrch | soupeř ve finále | výsledek           |
| --------- | -- | ------------- | -------------------------------------------------- | ------ | ---------------- | ------------------ |
| Finalista | 2. | 1. ledna 2011 | Mubadala World Tennis Championship, Abú Dhabí, SAE | tvrdý  | Rafael Nadal     | 6–7(4–7), 6–7(3–7) |

## Finanční odměny
| Soutěž                    | turnaj                         | finanční odměna |
| ------------------------- | ------------------------------ | --------------- |
| Dvouhra                   | Qatar ExxonMobil Open          | $177 000        |
| Dvouhra                   | Australian Open                | A$420 000       |
| Dvouhra                   | Dubai Tennis Championships     | $181 500        |
| Dvouhra                   | BNP Paribas Open               | $149 450        |
| Dvouhra                   | Sony Ericsson Open             | $149 450        |
| Dvouhra                   | Monte-Carlo Rolex Masters      | €53 500         |
| Dvouhra                   | Mutua Madrileña Madrid Open    | €133 000        |
| Dvouhra                   | Internazionali BNL d'Italia    | €27 750         |
| Dvouhra                   | French Open                    | €600 000        |
| Dvouhra                   | Wimbledon                      | £137 500        |
| Dvouhra                   | Rogers Cup                     | $31 280         |
| Dvouhra                   | Western & Southern Open        | $62 240         |
| Dvouhra                   | US Open                        | $450 000        |
| Dvouhra                   | Swiss Indoors Basel            | €318 000        |
| Dvouhra                   | BNP Paribas Masters            | €454 000        |
| Dvouhra                   | Barclays ATP World Tour Finals | $1 630 000      |
| Čtyřhra                   | BNP Paribas Open               | $48 850         |
| Přehled                   | výdělek v sezóně               | $6 369 576      |
| Přehled                   | výdělek v kariéře              | $67 429 935     |
| kurziva – turnajový titul |                                |                 |

## Vzájemný poměr utkání
Vzájemný poměr utkání Rogera Federera se soupeři v sezóně 2011:
- Jo-Wilfried Tsonga 6–2
- Stanislas Wawrinka 4–0
- Juan Mónaco 3–0
- Marin Čilić 2–0
- Feliciano López 2–0
- Xavier Malisse 2–0
- Adrian Mannarino 2–0
- Gilles Simon 2–0
- Richard Gasquet 2–1
- Igor Andrejev 1–0
- James Blake 1–0
- Juan Ignacio Chela 1–0
- Marco Chiudinelli 1–0
- Nikolaj Davyděnko 1–0
- Juan Martín del Potro 1–0
- Somdev Devvarman 1–0
- David Ferrer 1–0
- Mardy Fish 1–0
- Santiago Giraldo 1–0
- Marcel Granollers 1–0
- Ryan Harrison 1–0
- Lleyton Hewitt 1–0
- Philipp Kohlschreiber 1–0
- Michail Kukuškin 1–0
- Lukáš Lacko 1–0
- Rui Machado 1–0
- Gaël Monfils 1–0
- David Nalbandian 1–0
- Jarkko Nieminen 1–0
- Kei Nišikori 1–0
- Vasek Pospisil 1–0
- Tommy Robredo 1–0
- Olivier Rochus 1–0
- Thomas Schoorel 1–0
- Dudi Sela 1–0
- Robin Söderling 1–0
- Serhij Stachovskyj 1–0
- Potito Starace 1–0
- Radek Štěpánek 1–0
- Andy Roddick 1–0
- Maxime Teixeira 1–0
- Janko Tipsarević 1–0
- Bernard Tomic 1–0
- Viktor Troicki 1–0
- Michail Južnyj 1–0
- Tomáš Berdych 1–1
- Rafael Nadal 1–3
- Novak Djoković 1–4
- Jürgen Melzer 0–1